# Warlubie (stacja kolejowa)
Warlubie – stacja kolejowa w Warlubiu, w województwie kujawsko pomorskim, w Polsce. Znajduje się na linii 131.

## Ruch pasażerski
| Rok  | Wymiana pasażerska na dobę |
| ---- | -------------------------- |
| 2017 | 100-149                    |
| 2022 | 50-99                      |